# Ministère de la Pêche et de l'Aquaculture
Le ministère de la Pêche et de l'Aquaculture ou MPPPA (Ministerio del Poder Popular de Pesca y Acuicultura, en espagnol, littéralement, « ministère du Pouvoir populaire de la Pêche et de l'Aquaculture ») est un ministère du gouvernement du Venezuela. L'actuel ministre est Juan Carlos Loyo depuis le 22 avril 2022.

## Chronologie
Le 15 décembre 2015, le président Nicolás Maduro fait une longue allocution au cours de laquelle il déclare qu'il a été décidé de scinder le Conseil présidentiel des paysans et des pêcheurs (Consejo Presidencial de Campesinos y Pescadores, en espagnol) afin de renforcer le secteur de la pêche et de l'aquaculture. Ainsi, le 6 janvier 2016 est créé le ministère de la Pêche et de l'Aquaculture et son titulaire est Ángel Belisario Martínez.

## Compétences
Le ministère contrôle les activités de l'Institut socialiste de la Pêche et de l'Aquaculture (INSOPESCA).

## Liste des ministres de la Pêche et de l'Aquaculture
| Image               | Nom                      | Parti | Début                   | Fin                 |
| ------------------- | ------------------------ | ----- | ----------------------- | ------------------- |
| Juan Carlos Loyo    | Juan Carlos Loyo         |       | Depuis le 22 avril 2022 |                     |
| Olga Luisa Figueroa | Olga Luisa Figueroa      | PSUV  | 9 février 2022          | 22 avril 2022       |
|                     | Juan Luis Laya           |       | 27 mai 2020             | 8 février 2022      |
|                     | Dante Rivas              | PSUV  | 14 juin 2018            | 27 mai 2020         |
|                     | Orlando Maneiro          | PSUV  | 20 juin 2017            | juin 2018 ?         |
|                     | Gilberto Pinto Blanco    |       | 19 février 2017         | ?                   |
|                     | Ángel Belisario Martínez |       | 6 janvier 2016          | après janvier 2017, |